# Bindenflügel-Zaunkönig
Der Bindenflügel-Zaunkönig (Henicorhina leucoptera) ist eine Vogelart aus der Familie der Zaunkönige (Troglodytidae), die in Peru und Ecuador verbreitet ist. Der Bestand wird von der IUCN als potenziell gefährdet (Near Threatened) eingeschätzt. Die Art gilt als monotypisch.

## Merkmale
Der Bindenflügel-Zaunkönig erreicht eine Körperlänge von etwa 11,0 cm bei einem Gewicht von 14,5 bis 16,5 g. Die Zügel und der Überaugenstreif sind weiß, der unterbrochene Augenring ist weiß, der breite Hinteraugenstreif schwarz und die Gesichtsseiten schwarz und weiß gestreift. Der vordere Oberkopf ist grau, der hintere hellbraun, der Rücken dunkel rötlich braun, eine Färbung, die ins Rötliche übergeht und schließlich am Bürzel bernsteinfarben wird. Die schwarzen Handschwingen haben bernsteinfarbene Streifen, die äußersten sind zusätzlich weiß gesäumt. Die schwärzlichen Steuerfedern haben an den Außenfahnen feine dunkel graubraune Streifen. Das Kinn, die Kehle und die Oberbrust sind schmutzig weiß, die nach hinten dunkler werden. Der untere Bereich der Brust ist weiß bis grau, der Unterbauch zimtfarben und der Steiß zimtbraun. Die Augen sind rötlich braun, der Schnabel überwiegend schwarz und die Beine dunkelgrau. Beide Geschlechter ähneln sich. Von einem ein Exemplar in seinem ersten Erwachsenengefieder ist bekannt, dass das Gesichtsmuster unschärfer gezeichnet war. Die Zügel waren grau und am Bauch war es etwas braun gefärbt. Jungtier haben nur einen angedeuteten Überaugenstreif. Der Backenbereich ist dunkel, die Unterseite ebenso. Der Bauch und die Unterschwanzdecken sind zimtfarben.

## Verhalten und Ernährung
Nur wenige Daten zur Ernährung des Bindenflügel-Zaunkönigs liegen vor. Untersuchter Mageninhalt enthielt hauptsächlich Wirbellose. Da er einen feineren Schnabel und kräftigere Beine als der Einsiedlerzaunkönig (Henicorhina leucophrys) hat, könnte seine Futtersuche sich von diesem unterscheiden. So ist es möglich, dass er gerne auf vertikalen Ästen ruht und sein Futter eher bodennah sucht. Er unternimmt regelmäßig kurze Flüge und stoppt, um auf Zweigen zu ruhen. Oft geschieht das an dünnen, vertikalen Ranken oder Blätterstämmen. Während er ruht, stellt er seinen Schwanz vertikal auf. Er sucht und sammelt oft an den angrenzenden Blättern und Bromelien. Außerdem untersucht er die Basalspalten zwischen den Blättern der Bromelien. Meist ist er paarweise unterwegs, seltener alleine.

## Lautäußerungen
Der Gesang des Bindenflügel-Zaunkönigs beinhaltet zwei Liedtypen. Der Erste ist eine Serie aus lauten klingelnden Phrasen, sehr ähnlich wie beim Einsiedlerzaunkönig, aber etwas schneller, höher und mit klareren Klingeltönen. Der Zweite besteht aus längeren Phrasen, die mit Getriller anfängt und endet. Jedes Geschlecht hat sein eigenes Gesangsmotiv in Synkopie mit seinem Partner. Der Gesang wird auch als sanfte, gepfiffene, trällernde Phrase, normalerweise weniger komplex als beim Einsiedlerzaunkönig, aber komplexer als beim Waldzaunkönig (Henicorhina leucosticta), der nie mit hohen  Noten eingeleitet wird, beschrieben. Diese klingen wie Wiwer-wurdleWi. Der Alarmruf enthält einen trockenen tschut-Ton, dem gelegentlich eine Serie schnellen helleren Geschnatters folgt.

## Fortpflanzung
Über die Brutbiologie des Bindenflügel-Zaunkönigs ist wenig bekannt. Ein Jungtier wurde von den Erstbeschreibern im Juli beobachtet.

## Verbreitung und Lebensraum
Der Bindenflügel-Zaunkönigs bevorzugt das Unterholz von Elfenwald bzw. verkümmerte Wälder. Diese Wälder sind kleinteilig auf Standorten mit nährstoffarmen Sandböden verteilt, typischerweise an abgelegenen Bergrücken. Das Habitat wird als spärliches Kronendach charakterisiert, das aus verkrümmten Bäumen mit ungleicher Höhe von ca. 6 bis 9 Metern, selten auch bis 12 Metern Höhe besteht. Die eher trockenen Fazies dieser Kammvegetation werden fast ausschließlich von  monotypischen Baumarten dominiert. Heidekrautgewächse der Gattungen Weinmania, Miconia, Ilex, Hedyosmum und Podocarpus sind typische Pflanzen des Unterwuchses dieser Andenflora. In den unteren Straten findet man Scheibenblumengewächse, Aronstabgewächse, Orchideen und terrestrische Bromelien. Der Boden selbst besteht aus einer dichten Torfschicht, die mit Moosen und hellen blassblühenden Flechten bedeckt ist. Teefarbene Schwarzwasserbäche entspringen den unteren Hängen der Bergrücken und bilden in den Tälern ausgedehnte Torfmoore. Der Bindenflügel-Zaunkönig ist in den östlichen Anden von Südecuador und Nordperu heimisch. In Ecuador kommt er nur in Cordillera del Cóndor in der Provinz Zamora Chinchipe in Höhenlagen von 1700 bis 1950 Metern vor. Auch auf der peruanischen Seite der Cordillera del Cóndor ist er anzutreffen, aber auch südlich bis Abra Patricia und der Region San Martín. Außerdem ist er an den Bergrücken des Oberlaufs des Río Pauya in der Cordillera Azul in der Region Loreto verbreitet. Auch im östlichen Teil des Distrikt Tayabamba wurde er gesichtet. In Peru kommt er in Höhenlagen zwischen 1350 und 2600 Metern vor.

## Migration
Es wird vermutet, dass der Bindenflügel-Zaunkönig ein Standvogel ist.

## Etymologie und Forschungsgeschichte
Die Erstbeschreibung des Bindenflügel-Zaunkönigs erfolgte 1977 durch John Weaver Fitzpatrick, John Whittle Terborgh und David Ela Willard unter dem wissenschaftlichen Namen Henicorhina leucoptera. Das Typusexemplar wurde von Fitzpatrick in Cordillera del Cóndor etwas höher als  San José de Lourdes gesammelt. 1868 führten Philip Lutley Sclater und Osbert Salvin die für die Wissenschaft neue Gattung Henicorhina ein. Dieser Name leitet sich von »henikos ἑνικος« für »einzigartig« und »rhis, rhinos ῥις, ῥινος« für »Nasenlöcher« ab. Der Artname »leucoptera« leitet sich von »leukopteros λευκοπτερος« für »weiß flügelig« ab und ist ein Wortgebilde aus »leukos λευκος« für »weiß« und »-pteros, pteron -πτερος, πτερον« für »-flügelig, Flügel«.

## Gefährdung
Der Bindenflügel-Zaunkönig gilt aufgrund seiner zerstückelten Lebensräume und des sehr speziellen Habitats als potenziell gefährdet. Allerdings ist er in den Gegenden, in denen er präsent ist, relativ häufig, in einigen Gebieten Perus sogar sehr reichlich. Durch die abgeschiedenen Gebiete, in denen er lebt, wird er im Moment wenig durch menschliche Aktivitäten gefährdet, obwohl seine Verbreitungsgebiete keinen Schutzstatus haben.